# Josip Reymund
Josip Reymund je ime trojice graditelja podrijetlom iz Beča, koji su djelovali u Zagrebu krajem 18. i početkom 19. stoljeća. Nisu precizno razgraničena njihova djela jer je više projekata potpisano istim imenom. Jedan od njih radio je za Zagrebačku biskupiju. Najznačajnije djelo graditelja iz obitelji Reymund je vrtni paviljon u Vlaškoj 70 u Zagrebu (1790.), mala jednokatna klasicistička zgrada s mansardnim krovom, koja se nekoć nalazila usred biskupskog vrta.